# Alliance Base
Alliance Base ist angeblich der Codename für ein Terrorismusabwehrzentrum (Fusion Center) in Paris zwischen der CIA und dem DGSE, welches der Washington Post zufolge im Jahr 2002 eingerichtet wurde.
Es soll von einem französischen General geleitet und hauptsächlich von den USA finanziert werden. Nach Angaben der Washington Post am 3. Juli 2005 sind ebenfalls Beamte aus Australien, Deutschland, Großbritannien und Kanada beteiligt. Michèle Alliot-Marie, Verteidigungsministerin Frankreichs, hat die Einrichtung nicht bestätigt, aber auf die „gemeinsame Informationsbeschaffung, die gemeinsame Vorbeugung und gemeinsame Aktionen - zum Beispiel in Afghanistan“ mit der CIA hingewiesen. Das Bundesinnenministerium hat die Beteiligung deutscher Beamter dementiert und damit auch dem Vorwurf, deutsche Nachrichtendienste könnten auf diese Weise verbotenerweise Daten der Polizei einsehen, widersprochen. Allerdings gibt es gegenteilige Aussagen, welche die Recherchen der Washington Post bestätigen.
Nach Informationen der Pariser Wochenzeitung Nouvel Observateur dürfe man sich unter Alliance Base keine Organisation „mit Organigramm und festem Sitz“ vorstellen, vielmehr träfen sich die Agenten aus sechs Ländern täglich in Paris.
Die Washington Post berichtet, dass in der Alliance Base nicht nur Informationen zum internationalen Terrorismus gesammelt und ausgetauscht, sondern auch verdeckte Operationen geplant werden. Bis zum Jahr 2005 sollen insgesamt 20 Operationen durchgeführt worden sein, wobei der Fall des Deutschen Christian Ganczarski, einem von Riad nach Deutschland über Paris reisenden Flugpassagiers, besonders erwähnt wurde. Das vermutete Al-Qaida-Mitglied wurde nach dem Ablauf seines saudischen Pilgervisums am 3. Juni 2003 aus Saudi-Arabien ausgewiesen und in Paris festgenommen.
Die Washington Post berichtete am 18. November 2005, dass die Organisation in Paris eines von mehr als zwei Dutzend ähnlicher Zentren (Counterterrorist Intelligence Center [CTIC]) weltweit sei. Von diesen Zentren aus wird der Krieg der USA gegen den Terrorismus mit Hilfe der nationalen Gegenparts betrieben. Vorbild dieser Zentren sollen laut Washington Post die in Südamerika und Asien bestandenen Zentren gegen den Drogenanbau und Drogenhandel sein.
Die Existenz der Alliance Base wurde am 8. September 2006 in einem Radiointerview von Christophe Chaboud, Chef der französischen UCLAT (« Unité de Coordination de la Lutte contre le Terrorisme ») bestätigt.
Laut einem Medienbericht von 2010 hat die Organisation ihre Tätigkeit im Sommer 2009 eingestellt.